# نخل چتری
نخل چتری (انگلیسی: Corypha umbraculifera) یا نخل بادبزنی چتری یا نخل چتری تالیپوت، گونه‌ای از نخلیان بومی شرق و جنوب هند و سری‌لانکا است. این نخل همچنین در کامبوج، میانمار، تایلند، موریس و جزایر آندامان نیز کشت می‌شود. این گیاه یکی از پنج گونهٔ پذیرفته‌شدهٔ سردهٔ نخل‌های کاکلی (Corypha) است. نخل چتری گیاهی گل‌دار است که بزرگ‌ترین گل‌آذین  جهان را دارد. این نخل تا حدود ۶۰ سال زندگی می‌کند و سپس گل و میوه می‌دهد و بلافاصله پس از آن می‌میرد.

## توصیف
نخل چتری یکی از بزرگ‌ترین نخل‌هاست و نمونه‌هایی از آن تا ارتفاع ۲۵ متر (۸۲ فوت) و قطر تنه تا ۱٫۳ متر (۴٫۳ فوت) گزارش شده‌اند. این گیاه از دستهٔ کاکلی‌نخل‌تباران است، با برگ‌هایی بادبزنی (palmate) به قطر تا ۵ متر (۱۶ فوت) و دمبرگ‌هایی به طول ۴ متر (۱۳ فوت) که تا ۱۳۰ برگچه دارند.
نخل چتری بزرگ‌ترین گل‌آذین  را در میان همهٔ گیاهان دارد؛ به طول ۶–۸ متر (۲۰–۲۶ فوت)، متشکل از یک تا چند میلیون گل کوچک روی ساقه‌ای منشعب در بالای تنه. (گل گل بدبو از خانوادهٔ گل‌شیپوریان بزرگ‌ترین گل‌آذین بدون انشعاب را دارد و گونهٔ زنبق بدبو دارای بزرگ‌ترین گل منفرد جهان است) نخل چتری تک‌بارده است و تنها یک بار، در سنین ۳۰ تا ۸۰ سالگی گل می‌دهد. میوه‌ها پس از حدود یک سال بالغ می‌شوند و هزاران میوهٔ گرد زرد-سبز به قطر ۳–۴ سانتیمتر تولید می‌شوند که هر یک حاوی یک دانه است. گیاه پس از میوه‌دهی می‌میرد.

## پراکندگی
نخل چتری در جنوب هند و سری‌لانکا کشت می‌شود. همچنین در کشورهای جنوب شرق آسیا مانند کامبوج، میانمار، تایلند، جزایر آندامان و نیز به‌طور محدود در چین نیز پرورش می‌یابد.

## کاربردها
در گذشته، برگ‌های این نخل در فرهنگ‌های مختلف جنوب آسیا و جنوب شرق آسیا برای نوشتن دست‌نوشته برگ نخل با استفاده از نیشک آهنی به‌کار می‌رفتند. در فیلیپین به این نخل buri یا buli گفته می‌شود. برگ‌های آن برای پوشش بام‌ها و شیرهٔ آن برای تهیهٔ شراب نخل استفاده می‌شود. در جنوب هند، برگ‌های آن برای ساخت چتر برای کشاورزان استفاده می‌شود. این گیاه به نام‌های kudapana (کوداپّنا) در زبان مالایالم، talo (ତାଳ) در زبان اوریه، sreetalam (శ్రీతాళం) در زبان تلوگو و kudaipanai (குடைப்பனை) در زبان تامیلی شناخته می‌شود که به معنای «نخل چتری» است. در سری‌لانکا این گیاه توسط بومیان سینهالی tala (තල) نامیده می‌شود.
در کامبوج به این نخل tréang می‌گویند (در زبان فرانسوی latanier) و همان‌طور که گفته شد، در گذشته به‌طور گسترده‌ای برای نوشتن متون دینی از آن استفاده می‌شد. در دوران اخیر، برگ‌های آن توسط درمانگران سنتی و پیش‌گویان استفاده شده است. برگ‌های بالغ برای ساخت کلبه‌ها، حصیر و کلاه به‌کار می‌روند. دمبرگ آن نیز برای ساخت عصا، تیر و سوزن بافندگی کاربرد دارد. در زمان جزر، ماهیگیران از میوه‌های آن برای بی‌حس کردن ماهی استفاده می‌کنند.

## نگارخانه

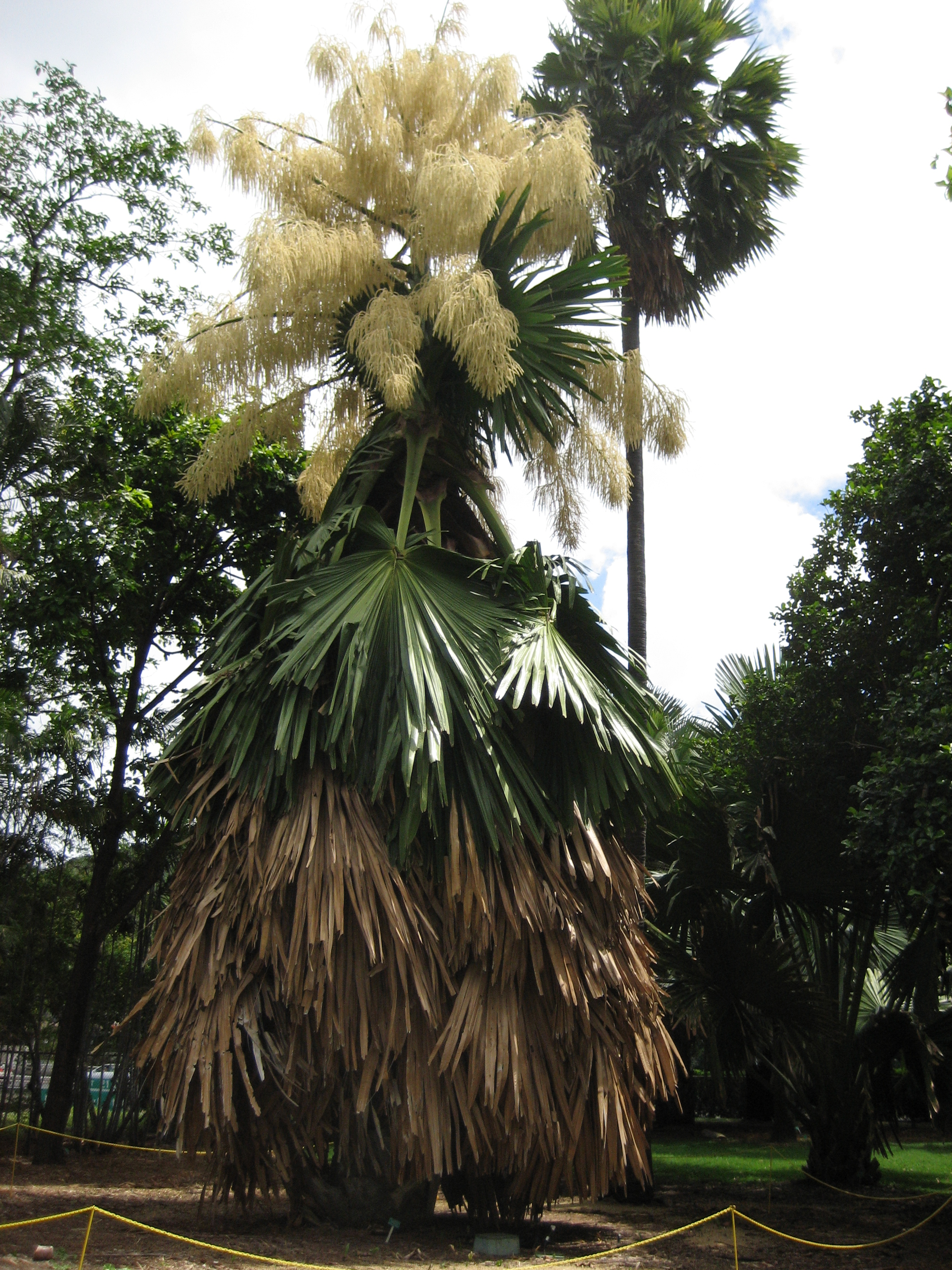
در باغ گیاه‌شناسی فاستر، هونولولو
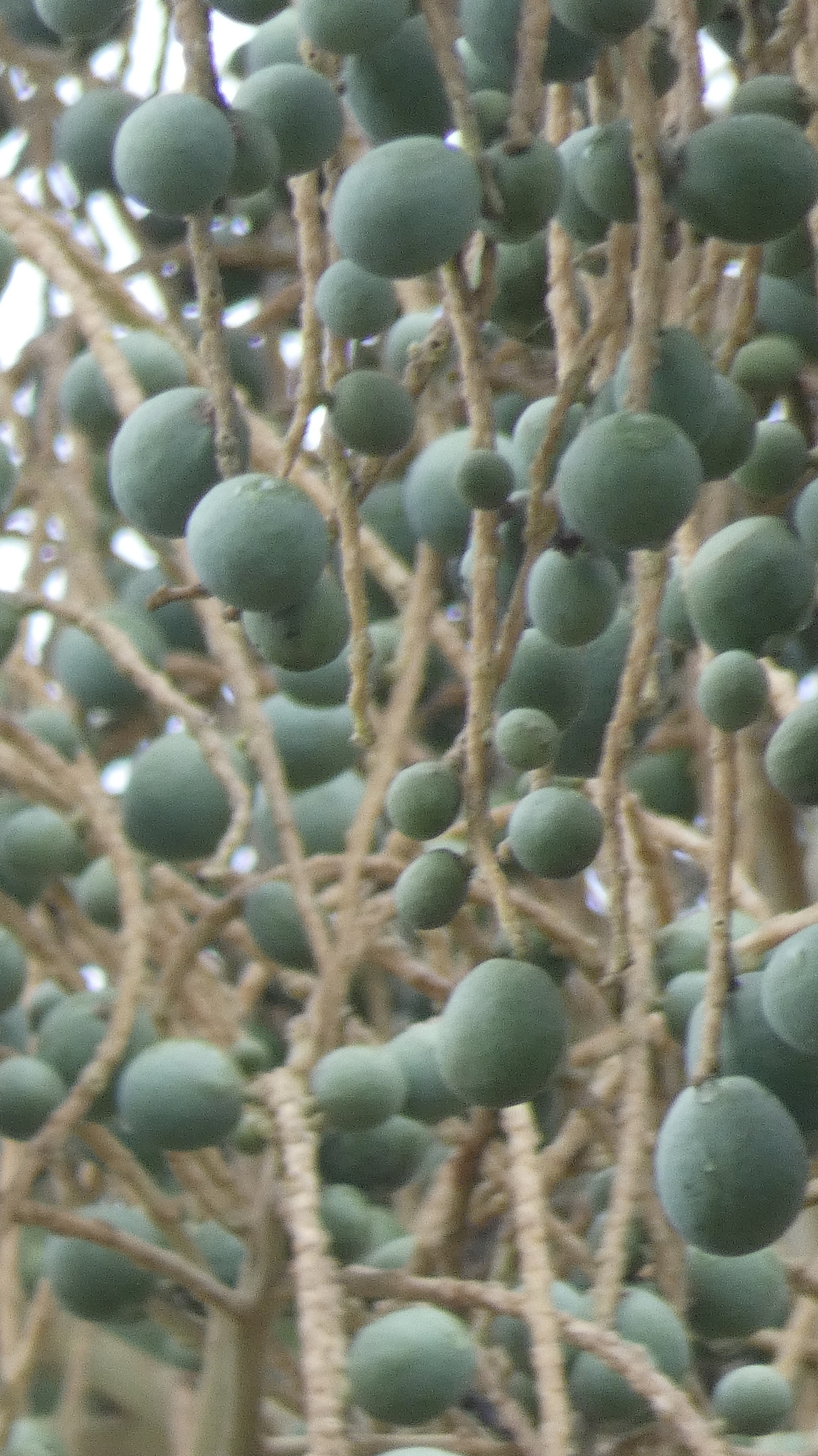
میوهٔ نخل چتری
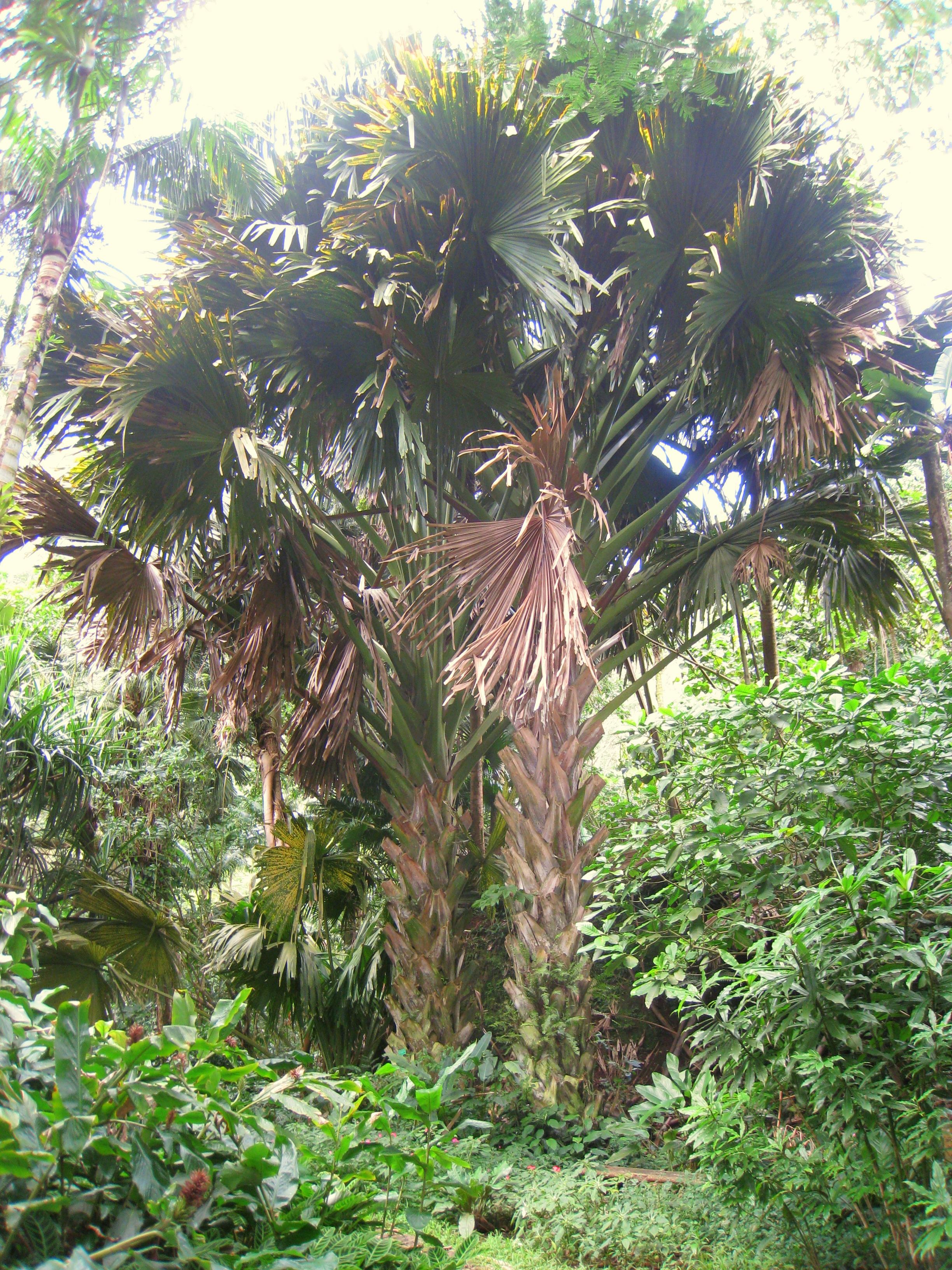
در آربورتوم لیون، هاوایی، ایالات متحده
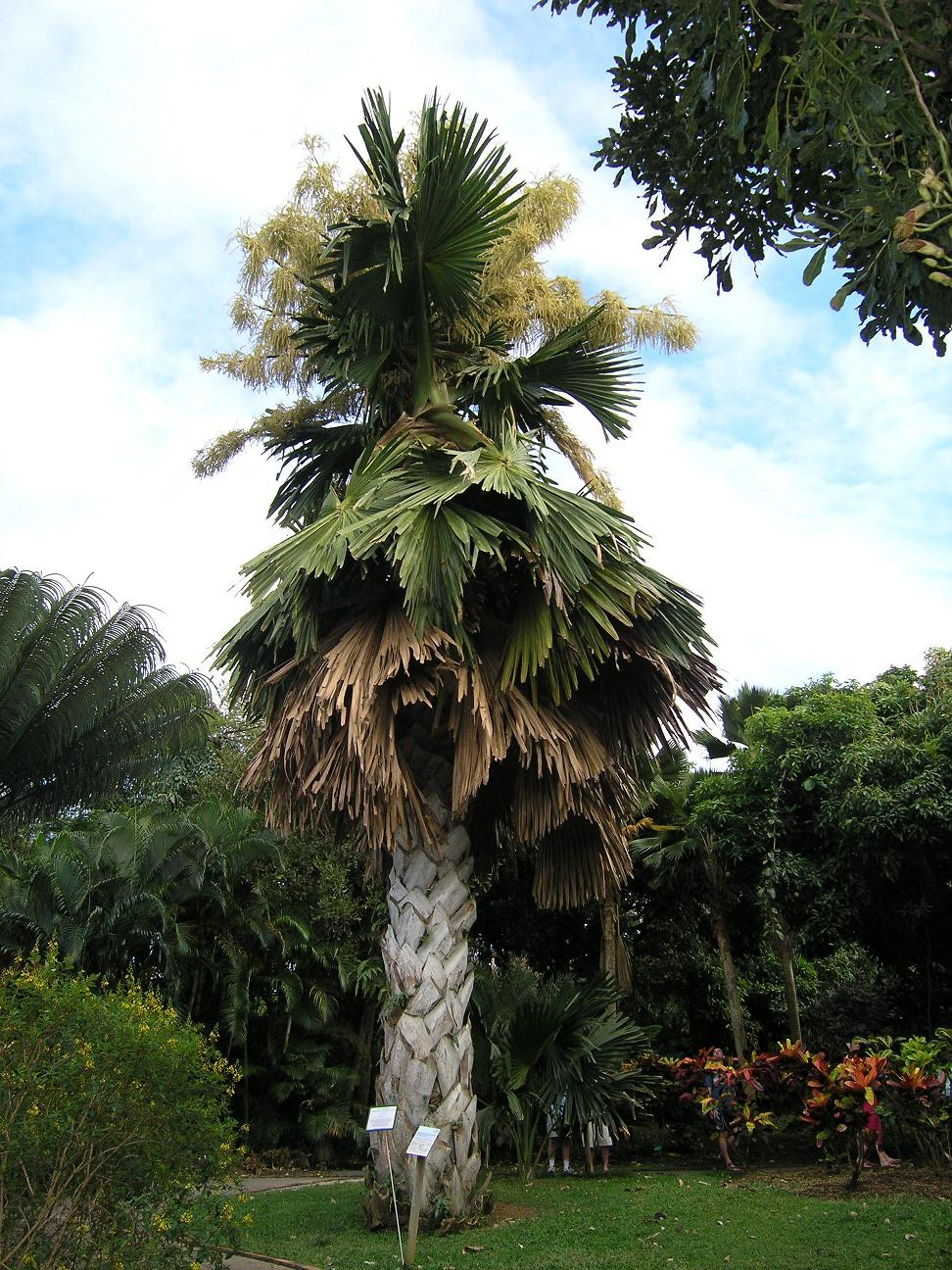
در باغ گیاه‌شناسی دِدِه، گوادلوپ
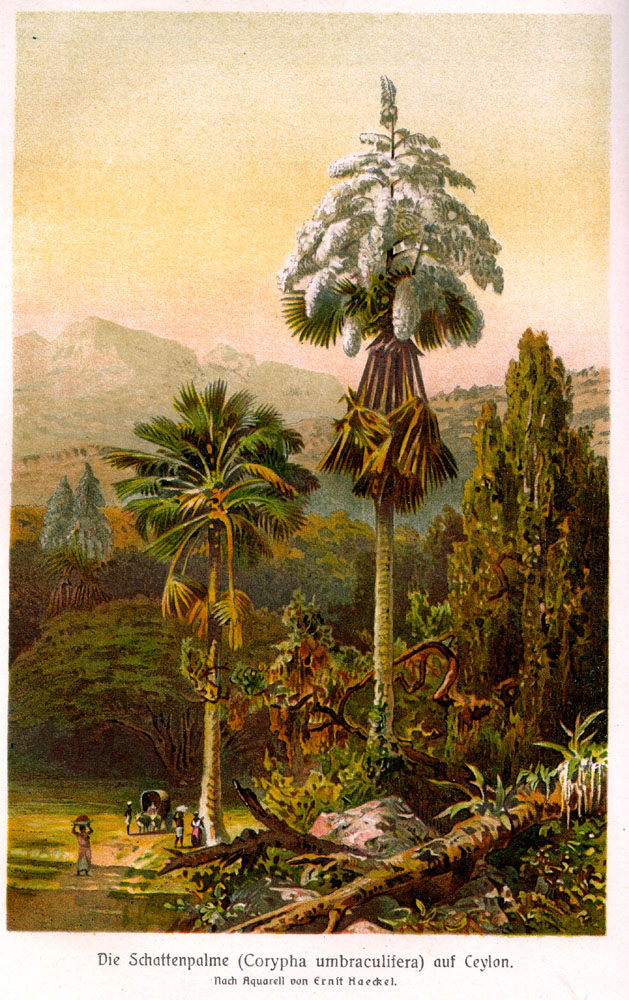
نقاشی از Corypha umbraculifera (سال ۱۹۱۳)
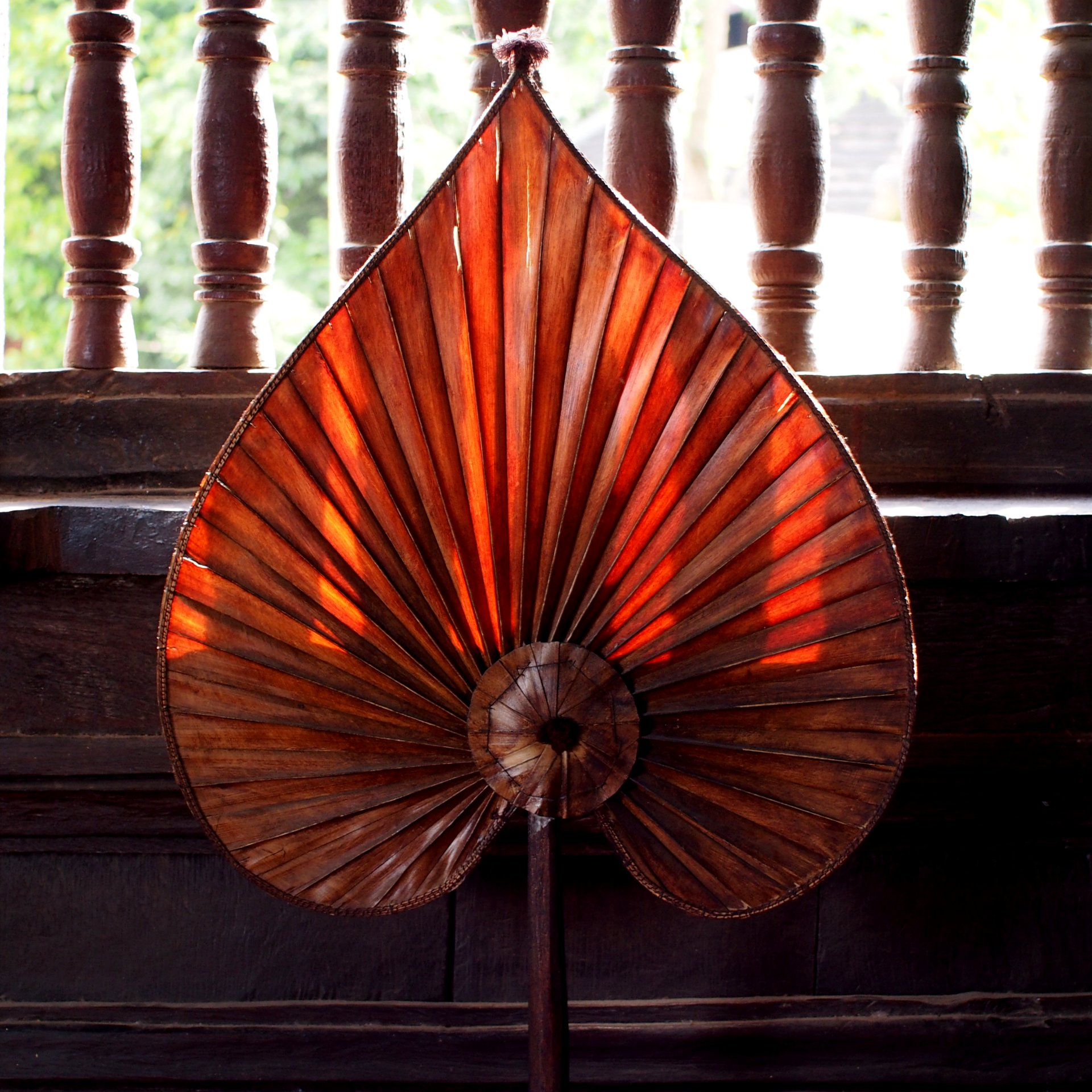
Talipot fan [th]